# José Varela de Montes
José Varela de Montes (Santiago de Compostela, 1796-Santiago de Compostela, 1868) fue un médico, político, académico y profesor español.

## Biografía
Nació en Santiago en 1796, hijo de Francisco Antonio, doctor en farmacia. Terminados los primeros estudios, y los de filosofía, obtuvo el grado de bachiller en esta con la nota de nemine discrepante en la universidad de su ciudad natal. En 1819 terminó su carrera en el real estudio de medicina clínica de Madrid, a la edad de veintitrés años. Desempeñó sucesivamente las plazas de médico titular de la villa de Corcubion y la del real monasterio de Santa María de Sobrado. En 1835 fue nombrado catedrático sustituto de las asignaturas de Fisiología e Higiene en la facultad de Medicina de la Universidad de Santiago. Dos años después le fue concedida la cátedra por oposición. Fue individuo de la junta superior de Sanidad de Galicia y Asturias, y secretario de correspondencias extranjeras de la real Academia médico-quirúrgica de ambos reinos, además de médico titular del gran real Hospital de Santiago.
En 1843 fue condecorado con la cruz de la orden española de Carlos III.  Más adelante fue nombrado director de la escuela de prácticos y catedrático de clínica-médica en la referida universidad. Finalmente fue nombrado de decano de la facultad, puesto en el cual continuó hasta su muerte. La política habría llamado poco su atención, más llegó a ser elegido diputado por la provincia de la Coruña en 1844. Fue nombrado sucesivamente socio corresponsal de la Real Academia de Ciencias de Madrid, de mérito de la academia de Esculapio, de la quirúrgica Matritense; del instituto Palentino; del valenciano, y de otras muchas sociedades españolas y de otros países. En 1855 le fue concedida la gran cruz de la orden de Isabel la Católica.
Fue autor de obras como Ensayo de Antropología, Defensa del pauperismo, Consideraciones sobre la cuestión homeopática, La verdadera filosofia y los intereses materiales, Breve reseña de las notables doctrinas y sistemas médicos, desde Hipócrates hasta el dia y Piretología razonada : filosofía clínica aplicada al estudio de las fiebres y de las calenturas (1859). Publicó artículos en Revista de Ciencias Médicas de Santiago, en el Boletín del Cólera, la Exposicion Compostelana y la Revista Económica. Falleció en su ciudad natal el 30 de marzo de 1868 y fue enterrado el 1 de abril en el cementerio de Nuestra Señora del Rosario.